# Le Calandre
Le Calandre es un restaurante italiano ubicado en el pueblo de Sarmeola di Rubano, a seis kilómetros al oeste de Padua.

## Historia
Inaugurado en 1981 por Erminio Alajmo y su esposa Rita Chimetto, el restaurante obtuvo su primera estrella Michelin en 1992 con Chimetto como chef principal. Su hijo, Massimiliano Alajmo, se hizo cargo del restaurante en 1994. Dos años más tarde obtuvo su segunda estrella. Cuando obtuvo su tercera estrella Michelin en noviembre de 2002, Alajmo se convirtió en el chef de tres estrellas Michelin más joven de la historia, con apenas 28 años. Le Calandre ha conservado sus tres estrellas Michelin desde entonces.
El restaurante ha sido votado constantemente entre los 50 mejores restaurantes del mundo cada año desde 2006. Forbes incluyó a Le Calandre en su lista de los 16 lugares más geniales para comer en 2016.